# 停止仇恨亚太裔
停止仇恨亚太裔（Stop AAPI Hate）又稱停止仇恨亚裔和太平洋岛居民、停止仇恨亚裔和太平洋岛裔居民、停止仇恨亚裔美国人与太平洋岛居民，是美國一个成立于2020年的非营利组织，該組織負責管理仇恨亚裔和太平洋岛居民报告中心（Asian Americans and Pacific Islanders，AAPI），该中心追踪美国境内针对亚裔美国人和太平洋岛民的仇恨和歧视事件，以应对2019冠狀病毒病美國疫情期間美國社會的一些人对亚裔的种族主义攻击。